# 적성면 (단양군)
적성면(赤城面)은 대한민국 충청북도 단양군의 면이다.

## 역사
- 1760년경 : 여지도서에 의하면 소야촌면에 하진리, 품달리, 애곡리가 있었다고 한다.
- 1898년 : 단양읍지에 의하면 조산촌면(造山村面)과 소야촌면(所也村面)의 두 개의 면으로 구분되어 있으며, 조산촌면에는 하진, 품달, 애곡 마을을, 소야촌면에는 기동, 소야동, 대가, 원곡 마을을 포함하고 있었다.
- 1909년 : 조산면이라 하여 애곡(艾谷), 현곡(玄谷), 하진(下津), 상(上), 하(下), 성곡(城谷)의 6개리를 관할하였고, 소야면은 기동(基洞), 각기(角基), 소야(所也), 대가(大加), 상원곡(上元谷),하원곡(下元谷), 파랑(波浪)의 7개 리를 관할하였다.
- 1914년 3월 1일 : 부군면 통폐합으로 조산면과 소야면을 합쳐 적성면이라 칭하고 13개 리를 관할하였다.
- 1995년 : 각기출장소가 설치됨
- 1998년 : 각기출장소를 폐지함

## 행정 구역
| 법정리   | 행정리       | 비고                   |
| -------- | ------------ | ---------------------- |
| 각기리   | 각기리       |                        |
| 기동리   | 기동리       |                        |
| 대가리   | 대가리       |                        |
| 상리     | 상1리, 상2리 |                        |
| 상원곡리 | 상원곡리     |                        |
| 성곡리   | -            | 거주 인구 없음         |
| 소야리   | 소야리       |                        |
| 애곡리   | 애곡리       |                        |
| 파랑리   | 파랑리       |                        |
| 하리     | 하1리, 하2리 | 면 행정복지센터 소재지 |
| 하원곡리 | 하원곡리     |                        |
| 하진리   | 하진리       |                        |
| 현곡리   | 현곡리       |                        |